# Rothhelmshausen
Das Dorf Rothhelmshausen ist ein Stadtteil von Fritzlar im nordhessischen Schwalm-Eder-Kreis.

## Geografie
Der  Ort liegt ca. 4,5 km südwestlich der Kernstadt, von Laub- und Nadelwald umgeben. Hier befinden sich beliebte Naherholungsgebiete der Kernstadt Fritzlar. Am östlichen Ortsrand verläuft der vom Projekt Ars Natura zum Kunstwanderweg ausgestattete Barbarossaweg.

## Geschichte
Im Jahr 1209 wurde das Dorf als Rothelmeshusen soweit bekannt erstmals in einer Urkunde des St.-Petri-Stifts Fritzlar erwähnt. Im 13. Jahrhundert wurden die Herren von Löwenstein als Besitzer genannt. Kantor Herman von Grüne schenkte 1308 ein Viertel des Dorfes dem St.-Petri-Stift. Werner von Löwenstein-Schweinsberg bestätigte diese Schenkung im Jahr 1309. Ab 1324 gehörte nahezu das gesamte Dorf dem St.-Petri-Stift Fritzlar.
Um 1520 gelangten die beiden Dörfer Rothhelmshausen und Ungedanken durch Verpfändung an den Grafen Philipp II. von Waldeck. 1547 wurde das Pfand eingelöst und der Ort wurde wieder uneingeschränkter Besitz des Petersstiftes. Als im Jahre 1597 Gerhard von Löwenstein-Romrod den letzten Rest Löwensteinischen Besitzes im Dorf an das Petersstift verkaufte, wurde dieses Alleinbesitzer von Rothhelmshausen.
Mit der Säkularisation der geistlichen Territorien im Jahre 1803 wurde das Dorf zusammen mit der Stadt Fritzlar und dem Nachbardorf Ungedanken Teil des Nominalfürstentums Fritzlar und damit von Kurhessen.
Zum 31. Dezember 1971 wurde die bis dahin selbständige Gemeinde Rothhelmshausen im Zuge der Gebietsreform in Hessen auf freiwilliger Basis in die Stadt Fritzlar eingemeindet. Für Rothhelmshausen wurde, wie für die übrigen Stadtteile, ein Ortsbezirk mit Ortsbeirat und Ortsvorsteher nach der Hessischen Gemeindeordnung eingerichtet.

## Bevölkerung
Einwohnerstruktur 2011
Nach den Erhebungen des Zensus 2011 lebten am Stichtag dem 9. Mai 2011 in Rothhelmshausen 231 Einwohner. Darunter waren 6 (2,6 %) Ausländer.
Nach dem Lebensalter waren 48 Einwohner unter 18 Jahren, 95 zwischen 18 und 49, 39 zwischen 50 und 64 und 54 Einwohner waren älter.
Die Einwohner lebten in 96 Haushalten. Davon waren 27 Singlehaushalte, 30 Paare ohne Kinder und 33 Paare mit Kindern, sowie 6 Alleinerziehende und keine Wohngemeinschaften. In 84 Haushalten lebten ausschließlich Senioren und in 261 Haushaltungen lebten keine Senioren.
Einwohnerentwicklung
| Rothhelmshausen: Einwohnerzahlen von 1807 bis 2020 | Rothhelmshausen: Einwohnerzahlen von 1807 bis 2020 | Rothhelmshausen: Einwohnerzahlen von 1807 bis 2020 | Rothhelmshausen: Einwohnerzahlen von 1807 bis 2020 | Rothhelmshausen: Einwohnerzahlen von 1807 bis 2020 |
| --- | -------------------------------------------------- | -------------------------------------------------- | -------------------------------------------------- | -------------------------------------------------- |
| Jahr |                                                    |                                                    |                                                    | Einwohner                                          |
| 1807 | 1807                                               |                                                    | 59                                                 | 59                                                 |
| 1812 | 1812                                               |                                                    | 80                                                 | 80                                                 |
| 1834 | 1834                                               |                                                    | 129                                                | 129                                                |
| 1840 | 1840                                               |                                                    | 155                                                | 155                                                |
| 1846 | 1846                                               |                                                    | 184                                                | 184                                                |
| 1852 | 1852                                               |                                                    | 169                                                | 169                                                |
| 1858 | 1858                                               |                                                    | 164                                                | 164                                                |
| 1864 | 1864                                               |                                                    | 170                                                | 170                                                |
| 1871 | 1871                                               |                                                    | 164                                                | 164                                                |
| 1875 | 1875                                               |                                                    | 164                                                | 164                                                |
| 1885 | 1885                                               |                                                    | 181                                                | 181                                                |
| 1895 | 1895                                               |                                                    | 141                                                | 141                                                |
| 1905 | 1905                                               |                                                    | 152                                                | 152                                                |
| 1910 | 1910                                               |                                                    | 143                                                | 143                                                |
| 1925 | 1925                                               |                                                    | 170                                                | 170                                                |
| 1939 | 1939                                               |                                                    | 164                                                | 164                                                |
| 1946 | 1946                                               |                                                    | 236                                                | 236                                                |
| 1950 | 1950                                               |                                                    | 232                                                | 232                                                |
| 1956 | 1956                                               |                                                    | 222                                                | 222                                                |
| 1961 | 1961                                               |                                                    | 185                                                | 185                                                |
| 1967 | 1967                                               |                                                    | 191                                                | 191                                                |
| 1980 | 1980                                               |                                                    | ?                                                  | ?                                                  |
| 1990 | 1990                                               |                                                    | ?                                                  | ?                                                  |
| 2000 | 2000                                               |                                                    | ?                                                  | ?                                                  |
| 2007 | 2007                                               |                                                    | 245                                                | 245                                                |
| 2011 | 2011                                               |                                                    | 231                                                | 231                                                |
| 2015 | 2015                                               |                                                    | 229                                                | 229                                                |
| 2020 | 2020                                               |                                                    | 237                                                | 237                                                |
| Datenquelle: Historisches Gemeindeverzeichnis für Hessen: Die Bevölkerung der Gemeinden 1834 bis 1967. Wiesbaden: Hessisches Statistisches Landesamt, 1968. Weitere Quellen: LAGIS; Stadt Fritzlar; Zensus 2011 |                                                    |                                                    |                                                    |                                                    |

Historische Religionszugehörigkeit
| Quelle: Historisches Ortslexikon |                                                                                           |
| • 1861:                          | 62 evangelisch-reformierte, 19 evangelisch-lutherische, 16 jüdische Einwohner             |
| • 1885:                          | 75 evangelische (= 41,44 %), 87 katholische (= 48,22 %) 19 jüdische (= 10,50 %) Einwohner |
| • 1961:                          | 122 evangelische (= 65,95 %), 57 katholische (= 30,81 %) Einwohner                        |

Historische Erwerbstätigkeit
| • 1961 | Erwerbspersonen: 33 Land- und Forstwirtschaft, 41 Produzierendes Gewerbe, 14 Handel und Verkehr, 5 Dienstleistungen und Sonstiges |

## Politik
Der Ortsbeirat besteht aus fünf Mitgliedern. Bei den Kommunalwahlen in Hessen 2021 betrug die Wahlbeteiligung zum Ortsbeirat 72,31 %. Alle derzeitigen Mitglieder gehören der „Wählergemeinschaft Rothhelmshausen“ an. Der Ortsbeirat wählte Dierk Schmietenknopp zum Ortsvorsteher.

## Evangelische Kirche

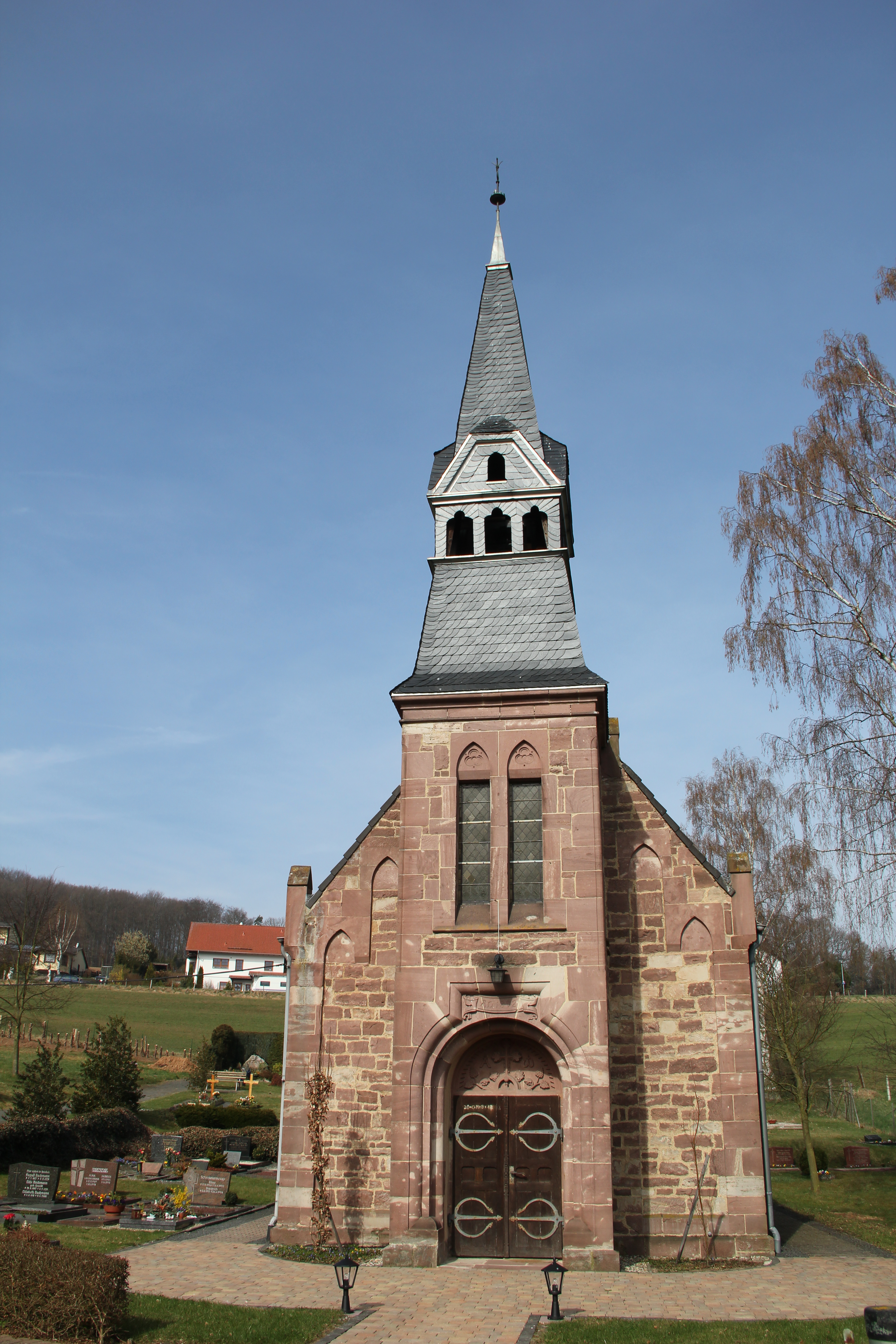
Evangelische Dorfkirche Rothhelmshausen

In den Jahren 1892–93 wurde die evangelische Kirche im neugotischen Stil durch den damaligen Konsistorialbaumeister Gustav Schönermark nach Plänen von Louis Angermann errichtet. Der Saalbau mit ungewöhnlichem 4/6-Schluss des Chores zeigt nach außen einen verschieferten Spitzhelm mit Laternenhaube, innen einen offenen Dachstuhl mit Hängesäulen und weitgehend bauzeitlicher Ausstattung. Die Kirche wird gemeinsam mit der Nachbargemeinde Ungedanken genutzt und erhielt 1992 ihren Namen „Auferstehungskirche“.